# Patrick County
Patrick County är ett administrativt område i delstaten Virginia, USA, med 18 490 invånare. Den administrativa huvudorten (county seat) är Stuart. 

## Historia
Patrick County grundades officiellt 1791 då Patrick Henry County delades upp till Patrick County och Henry County. Patrick Henry County döptes efter Patrick Henry och grundades år 1777.

## Geografi
Enligt United States Census Bureau har Patrick County en total area på 1 258 kvadratkilometer. Av detta är 1 251 kvadratkilometer land och 7 kvadratkilometer vatten. Vattenytan motsvarar 0,56% av countyts totala area. Countyt innehåller ett naturreservat - Blue Ridge Parkway.

### Angränsande countyn
- Carroll County, Virginia - väst
- Floyd County, Virginia - nordväst

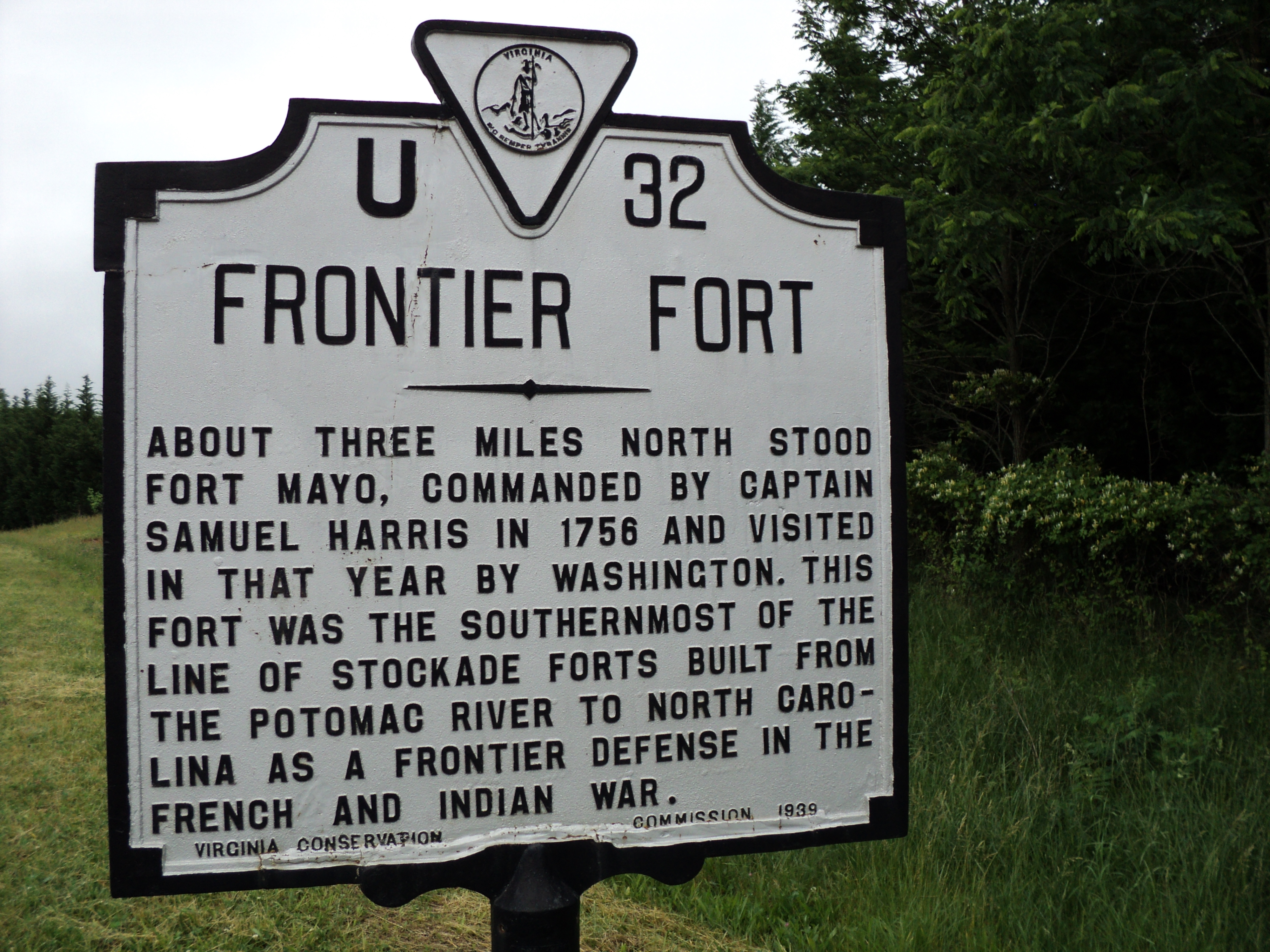
Historiskt landmärke: Fort Mayo, Patrick County

- Franklin County, Virginia - nordost
- Henry County, Virginia - öst
- Stokes County, North Carolina - syd
- Surry County, North Carolina - sydväst

## Demografi
Enligt folkräkningen år 2000, levde 19 407 människor i Patrick County. Det fanns 8 141 hushåll samt 5 812 familjer i countyt.

### Ålderfördelning
- -18 år: 21,70%
- 18-24 år: 7,10%
- 25-44 år: 28,00%
- 45-64 år: 26,70%
- 65- år: 16,50%

### Könsfördelning
För 100 kvinnor fanns det 96,70 män. För 100 kvinnor över 18 år fanns det 94,90 män.

### Inkomster
Genomsnittsinkomsten för ett hushåll i Patrick County var 28 705 dollar, detta medan medelinkomsten för en familj var 36 232 dollar. Män tjänade i snitt cirka 7 000 dollar mer än kvinnor. 9,60% av familjerna och 13,40% av befolkningen låg under fattigdomsgränsen.